# Halspiviridae
Halspiviridae es una familia de virus que infectan arqueas. Contienen un genoma ADN bicatenario y por lo tanto pertenecen al Grupo I de la Clasificación de Baltimore. La especie tipo es: el Salterprovirus His1. Inicialmente los virus de esta familia se habían descrito como pertenecientes a la familia Fuselloviridae.

## Descripción
Los viriones tienen cápsides, con forma de limón o morfología fusiforme y una envoltura vírica. Los viriones miden entre 92 x 40 nm  y tienen una cola de 12 nm. Los genomas son lineales con alrededor de 14,5 kb de longitud. El genoma tiene 35 marcos de lectura abiertos. Los genomas de ADN bicatenario constan de 14.464 pares de bases (pb), tienen secuencias repetidas terminales invertidas imperfectas de 105 pb y están anotados para llevar 35 genes codificadores de proteínas, incluido un gen que especifica una polimerasa de ADN cebada por proteínas (B- familia). Los extremos del genoma tienen una proteína adherida. La secuencia de la proteína de la polimerasa es 42% idéntica a la polimerasa especificada por los gammapleolipovirus, aunque los dos virus pertenecen a grupos taxonómicos muy diferentes.
La replicación viral se produce en el citoplasma. La entrada en la célula huésped se logra mediante la unión del virus a la célula huésped. La transcripción con plantilla de ADN es el método de transcripción. Las arqueas sirven como huéspedes naturales. Las rutas de transmisión son por difusión pasiva.

## Taxonomía
Contiene los siguientes géneros:
- Salterprovirus[4]

- Wyrdvirus[5]

## Evolución
En cuanto a la relación con otros virus, Haslpiviridae muestra una relación muy estrecha con otros virus que infectan arqueas como Fuselloviridae, Thaspiviridae, Itzamnaviridae y Bicaudaviridae con quienes comparte la misma morfología del virión, el ensamblaje, una proteína de cápside homóloga la SSV1 de cuatro hélices y ATPasas de la superfamilia AAA, estos últimos se les conoce como "virus en forma de huso o fusiformes". La proteína homóloga de estos virus también se encuentra en la familia de virus arqueanos filamentosos Clavaviridae, por lo que se ha sugerido que los virus fusiformes evolucionaron de virus filamentosos emparentados con Clavaviridae para almacenar un genoma más grande por lo que conformarían un dominio o linaje viral, la misma ruta se ha propuesto para los otros virus inusuales de arqueas. Específicamente la relación entre Halspiviridae y Thaspiviridae es aun más estrecha ya que además de compartir las características mencionadas, también comparten una ADN polimerasa B homóloga, genomas lineales y sus genomas están relacionados con los transposones capsones en contraposición con los virus fusiformes de la familia Fuselloviridae, Itzamnaviridae y Bicaudaviridae cuyos genomas son circulares y están relacionados con plásmidos.